# Assembly of First Nations
Assembly of First Nations (AFN, Zgromadzenie Pierwszych Narodów) – współczesna panindiańska organizacja ludów tubylczych Kanady, będąca oficjalnym partnerem władz federalnych z Ottawy w kwestiach dotyczących statusu prawnego kanadyjskich Indian i Inuitów, ich praw traktatowych, roszczeń terytorialnych, rozwoju samorządności, praw socjalnych, itp.
AFN powstało w 1982 roku, po reorganizacji istniejącej od 1968 roku organizacji National Indian Brotherhood (NIB, Krajowe Braterstwo Indiańskie). Składa się z przywódców („wodzów”) 639 uznawanych formalnie przez władze grup tubylczych Kanady (ang. First Nations), co trzy lata wybierających podczas konwencji własne władze, w tym wodza krajowego AFN.

## Przywódcy NIB i AFN
- 1968–1970 – Walter Dieter
- 1970–1976 – George Manuel
- 1976–1980 – Noel Starblanket
- 1980–1982 – Delbert Riley
- 1982–1985 – David Ahenakew
- 1985–1991 – Georges Erasmus
- 1991–1997 – Ovide Mercredi
- 1997–2000 – Phil Fontaine
- 2000–2003 – Matthew Coon Come
- 2003–2006 – Phil Fontaine
- 2006–2009 – Phil Fontaine
- 2009–2014 – Shawn Atleo[1]
- 2014 – Ghislain Picard (p.o.)
- 2014–2021 – Perry Bellegarde
- 2021–2023 RoseAnne Archibald
- 2023 – Joanna Bernard (p.o.)[2]
- od 2023 – Cindy Woodhouse Nepinak[3]